# Volvo B10R
Volvo B10R — шасси, на котором строили свои автобусы различные автопроизводители, выпускавшееся шведским автопроизводителем Volvo Bussar в период с 1978 по 1993 год.

## История
Volvo B10R пришло на смену шасси Volvo B59, но имело некоторые сходства с предшественником. Каждое шасси производилось предприятиями Aabenraa для Дании, Säffle и Aabenraa для Швеции, Arna, Säffle, Hess в Швейцарии, Camo, Salvador Caetano и Irmãos Mota в Португалии и VBK для Норвегии. В Австралии несколько B10R обслуживалось предприятиями Busways, Hornibrook Bus Lines и Surfside Buslines. В 1993 году шасси Volvo B10R было вытеснено с конвейера шасси Volvo B10B.